# 霍爾頓 (緬因州普查規定居民點)
霍爾頓（英語：Houlton）是位於美國緬因州阿魯斯圖克縣的一個普查規定居民點。

## 人口
根據2020年美國人口普查的數據，霍爾頓的面積為13.61平方千米，當中陸地面積為13.61平方千米，而水域面積為0.00平方千米。當地共有人口4743人，而人口密度為每平方千米348.49人。